# The Rugby Championship 2016
The Rugby Championship 2016 – piąta edycja The Rugby Championship, corocznego turnieju w rugby union rozgrywanego pomiędzy czterema najlepszymi zespołami narodowymi półkuli południowej – Argentyny, Australii, Nowej Zelandii i RPA. Turniej odbył się systemem ligowym pomiędzy 20 sierpnia a 8 października 2016 roku.
Wliczając turnieje w poprzedniej formie, od czasów Pucharu Trzech Narodów, była to dwudziesta pierwsza edycja tych zawodów.
Poszczególne związki kolejno wskazywały stadiony na domowe mecze. Jedno ze swych spotkań Argentyńczycy postanowili rozegrać na londyńskim Twickenham Stadium i był to pierwszy w historii mecz tych zawodów rozegrany poza granicami uczestniczących w nim państw. Na początku lipca 2016 roku wyznaczono sędziów zawodów. Po raz pierwszy został zastosowany zmodyfikowany system bonusowy punktacji – zwycięzca meczu zyskiwał cztery punkty, za remis przysługiwały dwa punkty, porażka nie była punktowana, a zdobycie przynajmniej trzech przyłożeń więcej od rywali lub przegrana nie więcej niż siedmioma punktami premiowana była natomiast punktem bonusowym.
Zespoły przystępowały do zawodów zaliczywszy po trzy testmecze w czerwcowym okienku reprezentacyjnym. Australijczycy nie odnieśli żadnego zwycięstwa z Anglikami, co oznaczało, że po raz pierwszy przegrali serię testmeczów rozgrywaną u siebie z tym rywalem, Nowa Zelandia zaś bez porażki odprawiła Walię. Południowoafrykańczycy po raz pierwszy przegrali domowy testmecz z Irlandczykami, bliscy byli także przegrania całej serii, ostatecznie jednak wygrali pozostałe dwa pojedynki, Argentyńczycy natomiast pokonali Włochów oraz podzielili się wygranymi z Francuzami.
Na otwarcie zawodów Nowozelandczycy zanotowali najwyższe od 1996 roku zwycięstwo nad Australijczykami, będące jednocześnie najwyższym na wyjeździe w historii. Wybrany graczem meczu Beauden Barrett znakomicie dyrygował grą, w utrzymaniu wysokiego tempa pomagała mu zwłaszcza trzecia linia młyna – Sam Cane, Jerome Kaino i Kieran Read. Matt Giteau, który otworzył wynik celnym karnym, opuścił boisko z powodu kontuzji w dziesiątej minucie, przed przerwą ten sam los spotkał jego kolejnych dwóch następców na pozycji numer dwanaście – Matta Toʻomuę i Roba Horne’a. Sprawiło to, że Wallabies musieli w roli skrzydłowego obsadzić rezerwowego łącznika młyna, Nicka Phippsa, i to właśnie on zdobył jedyne przyłożenie dla gospodarzy pod koniec spotkania. Pomiędzy tymi wydarzeniami dominacja All Blacks nie ulegała wątpliwości, a jej efektem były dwa karne i sześć przyłożeń. Jedno z nich zdobył Julian Savea, będące jednocześnie jego czterdziestym w reprezentacyjnej karierze. Lepiej w pięćdziesiąty testmecz Agustína Creevy weszli Springboks, którzy przez pierwsze dziesięć minut nie dawali dojść do piłki gościom, tę część gry wieńcząc podwyższonym przyłożeniem. Obie strony następnie wymieniły się celnymi karnymi, jednak w okresie gry w przewadze – po żółtej kartce Manuela Montero – gospodarze stracili dziesięć punktów. W drugiej połowie obie drużyny zdobyły po jednym karnym, żółta kartka dla Bryana Habany nie przyniosła większych konsekwencji dla Południowoafrykańczyków. Rozgrywający dobre spotkanie Pumas zasłużenie powiększyli przewagę do dziesięciu w ostatnim kwadransie gry, wkrótce zaczęli jednak popełniać błędy. Końcowe dziesięć minut należało do gospodarzy – zdobyli oni dwa podwyższone przyłożenia i karnego unikając tym samym drugiej z rzędu porażki z Argentyńczykami u siebie. Faf de Klerk i Oupa Mohojé wyróżniali się na tle mających problemy z wyborem opcji grania i słabo kopiących Eltona Jantjiesa i Johana Goosena.
Oba rewanżowe spotkania podczas drugiej rundy miały podobny przebieg do pierwszych. Australijczycy przystąpili do walki o Bledisloe Cup z większym animuszem niż tydzień wcześniej, a prym wiódł Adam Coleman. Subtelna gra All Blacks obnażyła jednak ponownie braki w grze Wallabies, w szczególności przebijając się przez ich szarże oraz przechwytując wrzuty z autu. Przestawiony na skrzydło Israel Dagg w pierwszej połowie zdobył dwa przyłożenia, w drugiej po jednym dołożyli odzyskujący pewność siebie Savea i Sam Cane, Australijczycy odpowiedzieli jedynie trzema karnymi. W centrum wydarzeń znów znajdował się Barrett, sukcesem okazał się także debiut Antona Lienert-Browna. Nowozelandczycy przedłużyli tym samym passę wygranych do czternastu lat, a Wallabies po raz pierwszy od dwudziestu trzech wyjazdowych spotkań nie zdobyli żadnego przyłożenia. Z kolei w Salcie potwierdził się kryzys południowoafrykańskiej reprezentacji. Jedynymi wyróżniającymi się zawodnikami byli trzej rezerwowi oraz asystujący przy przyłożeniu Habany Francois Louw. Pumas – prowadzeni do ataku przez znakomicie dysponowaną trzecią linię młyna – do przerwy prowadzili 13:3, jednak zmarnowali jeszcze trzy dogodne sytuacje, a Springboks nie stworzyli w tym czasie ani jednej. W drugiej części meczu goście doprowadzili do remisu, Argentyńczycy ponownie jednak odskoczyli na dziesięć punktów, na co goście odpowiedzieli jedenastoma. Gdy wydawało się, że powtórzy się sytuacja sprzed tygodnia, gdy Południowoafrykańczycy pomimo słabej gry przechylą szalę zwycięstwa na swoją stronę, celnym karnym wynik ustalił Santiago González Iglesias. Pięćdziesiąty mecz Tomása Cubelliego i siedemdziesiąty Juana Manuela Leguizamóna zakończył się zatem pierwszą wygraną Pumas nad Springboks na argentyńskiej ziemi.
Mecz w Hamilton zakończył się wysokim zwycięstwem gospodarzy, choć przez większą część pierwszej połowy byli oni pozbawieni piłki i zmuszeni do obrony. Pumas utrzymywali się przy posiadaniu piłki, zdobywali terytorium, dużo grali ręką, w tym na kontakcie. Efektem tego było przyłożenie Santiago Cordero w drugiej minucie spotkania, obrona Nowozelandczyków poza tym była szczelna i skuteczna, oddając rywalowi dodatkowo w tym okresie jedynie kilka karnych zamienionych przez Sáncheza na punkty. Ciągłe ataki odbiły się jednak na kondycji argentyńskich graczy, toteż All Blacks jeszcze przed przerwą kreatywnymi akcjami zanotowali trzy przyłożenia, kolejne pięć w drugiej połowie meczu, na co ich rywale odpowiedzieli jedynie trzema punktami. Dzięki temu zwycięstwu do końcowego triumfu Nowozelandczycy potrzebowali zaledwie jednego punktu z trzech kolejnych spotkań. Drugie spotkanie tej kolejki obejrzało w Brisbane ponad trzydzieści tysięcy widzów. Obie strony zdobyły po dwa przyłożenia, a decydująca o wygranej okazała się stuprocentowa skuteczność kopów Bernarda Foleya, dominujący młyn oraz mocna obrona Australijczyków. Wallabies od początku meczu grali dużo ręką, choć dwa błędy zakończyły się przejęciem piłki przez Południowoafrykańczyków i podwyższonymi przyłożeniami. Niezrażeni tym gospodarze dalej realizowali nakreślone przez trenera założenia taktyczne i jeszcze przed przerwą zbliżyli się na jeden punkt. Na prowadzenie wyszli, gdy Nigel Owens na ławkę kar skierował Ebena Etzebetha za przewinienie w przegrupowaniu, jednak Springboks nie oddali już więcej punktów grając w osłabieniu.
W rozegrany w obecności ponad szesnastu tysięcy widzów mecz w Perth lepiej weszli gospodarze w pierwszych dwunastu minutach zdobywając trzy podwyższone przyłożenia. Przewinienia popełniane przez Australijczyków w przegrupowaniach pozwoliły Pumas na odrobienie części strat i wynik do połowy wynosił 21:6. Tuż po zmianie stron okres przewagi Argentyńczyków i błędy ich rywali ukoronowany został akcją za siedem punktów. Jednak wkrótce Wallabies odzyskali inicjatywę. Sean McMahon przedarł się przez kilka szarży i oddał piłkę wybranemu graczem meczu Willowi Genii, który zdobył swoje drugie przyłożenie, a następnie na pole punktowe Pumas wbiegł nieatakowany Michael Hooper po świetnym podaniu Quade’a Coopera. Przyłożenie, które pod koniec meczu zdobył Facundo Isa, było dla gości jedynie pocieszeniem, bowiem Australijczycy utrzymali już przewagę zdobytą na jego początku. Springboks w kolejnym meczu wykazywali początkowo oznaki poprawy jakości gry – w dwudziestej minucie nawet prowadząc po świetnej zespołowej akcji zakończonej sześćdziesiątym szóstym w karierze przyłożeniem Habany – jednak ostatecznie ich dyspozycja powróciła do słabej, znanej ze wszystkich dotychczasowych meczów sezonu. Dużo błędów, zarówno w grze nogą, jak i ręką, popełniali obaj łącznicy młyna, Elton Jantjies i Faf de Klerk, rezerwowy młynarz – Malcolm Marx – miał zaś trudności przy wrzutach z autu. Dla odmiany w zespole nowozelandzkim wyróżniali się Aaron Smith, doskonale kierujący grą Barrett czy skuteczny w formacji autowej Dane Coles, który trzykrotnie w tym meczu był autorem ostatniego przed zdobyciem przyłożenia podania, a po raz pierwszy w nowozelandzkim rugby w jednym testmeczu przyłożenia zdobyli dwaj bracia – Julian i Ardie Savea. All Blacks zapewnili sobie zatem końcowy triumf w zawodach jeszcze przed ostatnią wyjazdową fazą.
Wallabies po nieciekawym meczu opuścili Pretorię ponownie w roli pokonanych. Wszystkie osiemnaście punktów zdobył dla gospodarzy Morné Steyn – rozpoczynając i kończąc punktowanie dropgolem. Dla Australijczyków przyłożenie – jedynie w spotkaniu – zdobył po akcji Hoopera Scott Sio, pozostałe pięć punktów dołożył Foley, trzy nieskuteczne próby z dystansu zaliczył jednak obdarzony mocnym kopem Reece Hodge. Springboks nadal borykali się z błędami w grze ręką oraz nieskutecznymi szarżami, u gości zaś powróciły problemy w formacji autowej, która przegrała co piąty swój wrzut. W swoim drugim domowym meczu Pumas ulegli Nowozelandczykom, a kluczowe okazało się szesnaście minut w okolicach przerwy. All Blacks zdobyli wówczas cztery przyłożenia po błędach w obronie i dekoncentracji gospodarzy, a jako że we wcześniejszej fazie zdobyli jeszcze dwa, wyszli na prowadzenie 36-3. Następnie wyraźnie zwolnili, poprawiła się też gra Argentyńczyków, którzy posiadając kontrolę nad piłką oraz przewagę w młynie doprowadzili do dwóch przyłożeń, w czym pomogły też dwie dziesięciominutowe kary dla rywali.
Kolejny mecz, w którym Pumas mieli być gospodarzami, został przeniesiony na Twickenham. Mimo dość wyrównanej walki triumfowali w nim Australijczycy zajmując ostatecznie drugie miejsce w zawodach. Na każde zdobyte przez Wallabies punkty Argentyńczycy odpowiadali swoimi, jednak pomimo dwukrotnej gry w przewadze nie potrafili prześcignąć rywali. W grze wyróżniali się zwłaszcza kierujący grą Martín Landajo, przebijający się przez linię obrony przeciwnika Pablo Matera czy grający nogą Cubelli, a także zdobywca dwóch przyłożeń Samu Kerevi i coraz lepiej radzący sobie na poziomie reprezentacyjnym Coleman. Drugi mecz z rzędu Springboks nie zdobyli przyłożenia, również i tym razem wszystkie punkty – z pięciu karnych – zdobył dla nich Morné Steyn. Południowoafrykańczycy byli jednak tylko tłem dla świetnie grających Nowozelandczyków. All Blacks bowiem z łatwością przebijali się przez obronę rywali – w samej tylko pierwszej połowie dwadzieścia dziewięć razy przekroczyli linię przewagi zdobywając blisko czterysta metrów i trzy przyłożenia. W drugiej części meczu słabnąca obrona gospodarzy i nieustający nacisk gości – wśród których kolejne świetne zawody rozegrali Lienert-Brown, Brodie Retallick, a także rezerwowy Liam Squire – skutkowały kolejnymi sześcioma przyłożeniami. Mecz zakończył się zatem efektowną, rekordową wygraną, której rozmiary byłyby wyższe, gdyby nie słabszy dzień Barretta przy wykonywaniu kopów. All Blacks tym samym triumfowali w zawodach uzyskując maksymalną liczbę punktów, trzydzieści, za sześć bonusowych zwycięstw, w których zdobyli trzydzieści osiem przyłożeń; wyrównali też – wynoszący siedemnaście – rekord w liczbie kolejnych wygranych testmeczów.
Prócz wymienionych wcześniej zawodników w trakcie zawodów pięćdziesiąty testmecz zaliczyli także Wyatt Crockett, Eben Etzebeth, Francois Louw i Dean Mumm.
World Rugby opublikowała następnie statystyczną analizę turnieju.

## Uczestnicy
| Zespół            | Trener           | Kapitan         |
| ----------------- | ---------------- | --------------- |
| Argentyna         | Daniel Hourcade  | Agustín Creevy  |
| Australia         | Michael Cheika   | Stephen Moore   |
| Nowa Zelandia     | Steve Hansen     | Kieran Read     |
| Południowa Afryka | Allister Coetzee | Adriaan Strauss |

## Mecze
| 20 sierpnia 201620:05 | Australia                | 8:42(3:32) | Nowa Zelandia                                                                       | ANZ Stadium, Sydney Widzów: 65 328 Sędzia: Jaco Peyper |
| 20 sierpnia 201620:05 | Foley 3 (K) Phipps 5 (P) | 8:42(3:32) | Barrett 17 (P 3pd 2K) Coles 5 (P) Kaino 5 (P) Savea 5 (P) Crotty 5 (P) Naholo 5 (P) | ANZ Stadium, Sydney Widzów: 65 328 Sędzia: Jaco Peyper |
| 20 sierpnia 201620:05 | Read                     | 8:42(3:32) |                                                                                     | ANZ Stadium, Sydney Widzów: 65 328 Sędzia: Jaco Peyper |

| 20 sierpnia 201617:05 | Południowa Afryka                                                | 30:23(10:13) | Argentyna                                       | Mbombela Stadium, Nelspruit Widzów: 27 357 Sędzia: Glen Jackson |
| 20 sierpnia 201617:05 | Jantjies 15 (3pd 3K) Goosen 5 (P) Combrinck 5 (P) Whiteley 5 (P) | 30:23(10:13) | Sánchez 13 (2pd 3K) Orlando 5 (P) Cordero 5 (P) | Mbombela Stadium, Nelspruit Widzów: 27 357 Sędzia: Glen Jackson |
| 20 sierpnia 201617:05 | Habana                                                           | 30:23(10:13) | Montero                                         | Mbombela Stadium, Nelspruit Widzów: 27 357 Sędzia: Glen Jackson |

| 27 sierpnia 201619:35 | Nowa Zelandia                                         | 29:9(15:9) | Australia                | Westpac Stadium, Wellington Widzów: 35 372 Sędzia: Romain Poite |
| 27 sierpnia 201619:35 | Barrett 9 (3pd K) Dagg 10 (2P) Savea 5 (P) Cane 5 (P) | 29:9(15:9) | Foley 6 (2K) Hodge 3 (K) | Westpac Stadium, Wellington Widzów: 35 372 Sędzia: Romain Poite |
| 27 sierpnia 201619:35 | Coleman                                               | 29:9(15:9) |                          | Westpac Stadium, Wellington Widzów: 35 372 Sędzia: Romain Poite |

| 27 sierpnia 201616:40 | Argentyna                                                                                   | 26:24(13:3) | Południowa Afryka                                                     | Estadio Padre Ernesto Martearena, Salta Widzów: 16 169 Sędzia: Jérôme Garcès |
| 27 sierpnia 201616:40 | Hernández 5 (pd K) Sánchez 8 (pd 2K) González Iglesias 3 (K) Tuculet 5 (P) Leguizamón 5 (P) | 26:24(13:3) | Goosen 2 (pd) Jantjies 6 (2K) Steyn 6 (2K) Habana 5 (P) du Toit 5 (P) | Estadio Padre Ernesto Martearena, Salta Widzów: 16 169 Sędzia: Jérôme Garcès |

| 10 września 201619:35 | Nowa Zelandia | 57:22(24:19) | Argentyna                        | Waikato Stadium, Hamilton Widzów: 23 361 Sędzia: Craig Joubert |
| 10 września 201619:35 | Cruden 2 (pd) Barrett 17 (P 6pd) Dagg 3 (K) Smith 10 (2P) Faumuina 5 (P) Savea 5 (P) Romano 5 (P) Crotty 10 (2P) | 57:22(24:19) | Sánchez 17 (pd 5K) Cordero 5 (P) | Waikato Stadium, Hamilton Widzów: 23 361 Sędzia: Craig Joubert |

| 10 września 201620:05 | Australia                         | 23:17(13:14) | Południowa Afryka                                        | Suncorp Stadium, Brisbane Widzów: 30 327 Sędzia: Nigel Owens |
| 10 września 201620:05 | Foley 18 (P 2pd 3K) Coleman 5 (P) | 23:17(13:14) | Jantjies 4 (2pd) Steyn 3 (K) Goosen 5 (P) Whiteley 5 (P) | Suncorp Stadium, Brisbane Widzów: 30 327 Sędzia: Nigel Owens |
| 10 września 201620:05 | Etzebeth                          | 23:17(13:14) |                                                          | Suncorp Stadium, Brisbane Widzów: 30 327 Sędzia: Nigel Owens |

| 17 września 201619:35 | Nowa Zelandia                                                                                          | 41:13(15:10) | Południowa Afryka               | Rugby Park, Christchurch Widzów: 20 826 Sędzia: Angus Gardner |
| 17 września 201619:35 | Barrett 11 (4pd K) A. Savea 5 (P) Smith 5 (P) Dagg 5 (P) J. Savea 5 (P) Whitelock 5 (P) Perenara 5 (P) | 41:13(15:10) | Jantjies 8 (pd 2K) Habana 5 (P) | Rugby Park, Christchurch Widzów: 20 826 Sędzia: Angus Gardner |

| 17 września 201618:05 | Australia                                                                             | 36:20(21:6) | Argentyna                                   | nib Stadium, Perth Widzów: 16 202 Sędzia: Wayne Barnes |
| 17 września 201618:05 | Foley 8 (4pd) Hodge 3 (K) Haylett-Petty 5 (P) Hooper 5 (P) Kerevi 5 (P) Genia 10 (2P) | 36:20(21:6) | Sánchez 10 (2pd 2K) Isa 5 (P) Cordero 5 (P) | nib Stadium, Perth Widzów: 16 202 Sędzia: Wayne Barnes |
| 17 września 201618:05 | Sio · Cooper                                                                          | 36:20(21:6) |                                             | nib Stadium, Perth Widzów: 16 202 Sędzia: Wayne Barnes |

| 1 października 201617:05 | Południowa Afryka | 18:10(12:10) | Australia                | Loftus Versfeld Stadium, Pretoria Widzów: 38 170 Sędzia: Wayne Barnes |
| 1 października 201617:05 | Steyn 18 (2dg 4K) | 18:10(12:10) | Foley 5 (pd K) Sio 5 (P) | Loftus Versfeld Stadium, Pretoria Widzów: 38 170 Sędzia: Wayne Barnes |
| 1 października 201617:05 | Folau             | 18:10(12:10) |                          | Loftus Versfeld Stadium, Pretoria Widzów: 38 170 Sędzia: Wayne Barnes |

| 1 października 201619:10 | Argentyna                                                         | 17:36(3:29) | Nowa Zelandia                                                                              | Estadio Monumental, Buenos Aires Widzów: 34 768 Sędzia: Jaco Peyper |
| 1 października 201619:10 | Sánchez 5 (pd K) González Iglesias 2 (pd) Isa 5 (P) Tuculet 5 (P) | 17:36(3:29) | Barrett 11 (4pd K) Lienert-Brown 5 (P) Smith 5 (P) Coles 5 (P) Crotty 5 (P) Perenara 5 (P) | Estadio Monumental, Buenos Aires Widzów: 34 768 Sędzia: Jaco Peyper |
| 1 października 201619:10 | Moody · Squire                                                    | 17:36(3:29) |                                                                                            | Estadio Monumental, Buenos Aires Widzów: 34 768 Sędzia: Jaco Peyper |

| 8 października 201617:05 | Południowa Afryka | 15:57(9:12) | Nowa Zelandia                                                                                           | Kings Park Stadium, Durban Widzów: 52 595 Sędzia: Jérôme Garcès |
| 8 października 201617:05 | Steyn 15 (5K)     | 15:57(9:12) | Barrett 16 (2P 3pd) Smith 5 (P) Perenara 10 (2P) Sopoaga 6 (3pd) Taylor 5 (P) Dagg 10 (2P) Squire 5 (P) | Kings Park Stadium, Durban Widzów: 52 595 Sędzia: Jérôme Garcès |
| 8 października 201617:05 | De Jager          | 15:57(9:12) | | Kings Park Stadium, Durban Widzów: 52 595 Sędzia: Jérôme Garcès |

| 8 października 201619:30 | Argentyna                                                      | 21:33(8:18) | Australia                                                 | Twickenham Stadium, Londyn Widzów: 48 515 Sędzia: Mathieu Raynal |
| 8 października 201619:30 | González Iglesias 11 (pd 3K) de la Fuente 5 (P) Alemanno 5 (P) | 21:33(8:18) | Foley 13 (2pd 3K) Coleman 5 (P) Mumm 5 (P) Kerevi 10 (2P) | Twickenham Stadium, Londyn Widzów: 48 515 Sędzia: Mathieu Raynal |
| 8 października 201619:30 | Hooper · Coleman                                               | 21:33(8:18) |                                                           | Twickenham Stadium, Londyn Widzów: 48 515 Sędzia: Mathieu Raynal |